# Vojnić Sinjski
Vojnić Sinjski je naselje (selo) 5 kilometara jugozapadno od grada Trilja, u Splitsko-dalmatinskoj županiji. Administrativno pripada gradu Trilju.

## Stanovništvo
| broj stanovnika | 426   | 471   | 482   | 537   | 643   | 617   | 660   | 742   | 723   | 802   | 811   | 738   | 744   | 685   | 579   | 577   | 433   |
|                 | 1857. | 1869. | 1880. | 1890. | 1900. | 1910. | 1921. | 1931. | 1948. | 1953. | 1961. | 1971. | 1981. | 1991. | 2001. | 2011. | 2021. |

## Poznate osobe
- Miro Vuco, hrv. akademski kipar
- Leonard Miško Bajić, hrv. franjevac, vjerski pisac i prevoditelj
- Siniša Vuco, pjevač
- don Luka Vuco, hrv. rimokatolički svećenik Splitsko-makarske nadbiskupije, humanitarac, novinski kolumnist, borac za moral i demokratske vrijednosti te veliki zagovornik gradnje autoceste Split — Zagreb
- Damir Rančić, košarkaški reprezetativac